# Sociaaldemocratische Unie van Macedonië
De Sociaaldemocratische Unie van Macedonië (Macedonisch: Социјалдемократски сојуз на Македонија, Socijaldemokratski sojoez na Makedonija, SDSM; Albanees: Lidhja socialdemokrate e Maqedonisë, LSDM) is een centrumlinkse en sociaaldemocratische partij in Noord-Macedonië. 

## Geschiedenis
De SDSM werd op 21 april 1991 opgericht als opvolger van de Macedonische Communistenbond (SKM) die sinds 1945 ononderbroken aan de macht was geweest. Bij de eerste democratische verkiezingen in (Noord-)Macedonië in 1990 had de SKM weliswaar een nederlaag geleden t.o.v. de voorgaande verkiezingen (toen was de SKM de enige legale partij), maar wist toch aan de macht te blijven door toe te treden tot een coalitieregering en zo de VMRO-DPMNE, de Macedonische nationalisten, die bij die verkiezingen de grootste waren geworden, buiten de regering te houden. Bij de verkiezingen van 1994 werd de SDSM met 58 van de 120 zetels veruit de grootste partij. Een kritische kanttekening is echter dat de VMRO-DPMNE deze verkiezingen boycotte. De verkiezingen van 1999 werden gewonnen door de VMRO-DPMNE, terwijl de SDSM een enorme nederlaag leed en vervolgens in de oppositie terechtkwam. 
In 2002 voerde de SDSM een brede coalitie ("Samen voor Macedonië") aan die de verkiezingen van dat jaar won. Bij de verkiezingen van 2006 leed de coalitie echter een nederlaag en belandde de SDSM weer in de oppositie. De partij kreeg 32 zetels in het parlement. Bij de verkiezingen van 2008 ging de SDSM verder achteruit (-5), in 2011 werd flinke winst geboekt (+15) en 2014 verloor de partij weer een aantal zetels (-8).
Zoran Zaev, de leider van de SDSM die in 2014 reeds (toen onsuccesvol) lijstaanvoerder was geweest, vervulde die rol in 2016 opnieuw en wist een flinke winst van 15 zetels te boeken waardoor de partij uitkwam op een totaal van 49 van de 120 zetels in de Volksvergadering. De VMRO bleef weliswaar de grootste partij, maar dankzij een lijstverbinding met voornamelijk etnisch-Albanese partijen ontstond er een meerderheid in het parlement. Zaev wist - na moeizame onderhandelingen - een kabinet te vormen dat in 2017 aantrad.
In aanloop naar de verkiezingen van 2020 werd een lijstverbinding gevormd onder de naam "Wij Kunnen", die werd aangevoerd door Zaev. De lijstverbinding won de verkiezingen, hoewel de sociaaldemocraten wel enkele zetels moesten inleveren.
Toen de SDSM in het najaar van 2021 een flinke nederlaag leed bij de gemeenteraadsverkiezingen, waaronder ook in de hoofdstad Skopje, kondigde Zaev zijn vertrek aan als partijleider en premier. Twee maanden later werd zijn ontslag door het parlement goedgekeurd, waarna binnen drie weken een nieuwe regering moest worden gevormd. Dimitar Kovačevski, de nieuw verkozen leider van de SDSM, nam het premierschap op 16 januari 2022 van Zaev over. Onder Kovačevski incasseerde de partij bij de parlementsverkiezingen van 2024 haar zwaarste verlies ooit; de sociaaldemocraten kregen slechts 15,3% van de stemmen en verloren 28 van hun 46 zetels. Daarmee werd de SDSM kleiner dan ooit tevoren.

## Ideologie
De SDSM is een sociaaldemocratische partij, pro-Europees en staat een liberaal economisch beleid voor. De SDSM is aangesloten bij de Progressieve Alliantie.

## Partijleiders
- Branko Crvenkovski (1991–2004)
- Vlado Bučkovski (2004–2006)
- Radmila Šekerinska (2006–2008)
- Zoran Zaev (2008–2009)
- Branko Crvenkovski (2009–2013)
- Zoran Zaev (2013–2021)
- Dimitar Kovačevski (2021–2024)

## Verkiezingsresultaten
| Zetelverdeling | Zetelverdeling | Zetelverdeling | Zetelverdeling |
| Jaar           | %              | Zetels         | Totaal         |
| -------------- | -------------- | -------------- | -------------- |
| 1990           | 27,70          | 31             | 120            |
| 1994           | 53,50          | 95             | 120            |
| 1998           | 25,14          | 30             | 120            |
| 2002           | 41,58          | 60             | 120            |
| 2006           | 23,31          | 32             | 120            |
| 2008           | 23,64          | 27             | 120            |
| 2011           | 32,78          | 42             | 120            |
| 2014           | 26,22          | 34             | 120            |
| 2016           | 37,87          | 49             | 120            |
| 2020           | 35,89          | 46             | 120            |
| 2024           | 15,36          | 18             | 120            |